# Moai

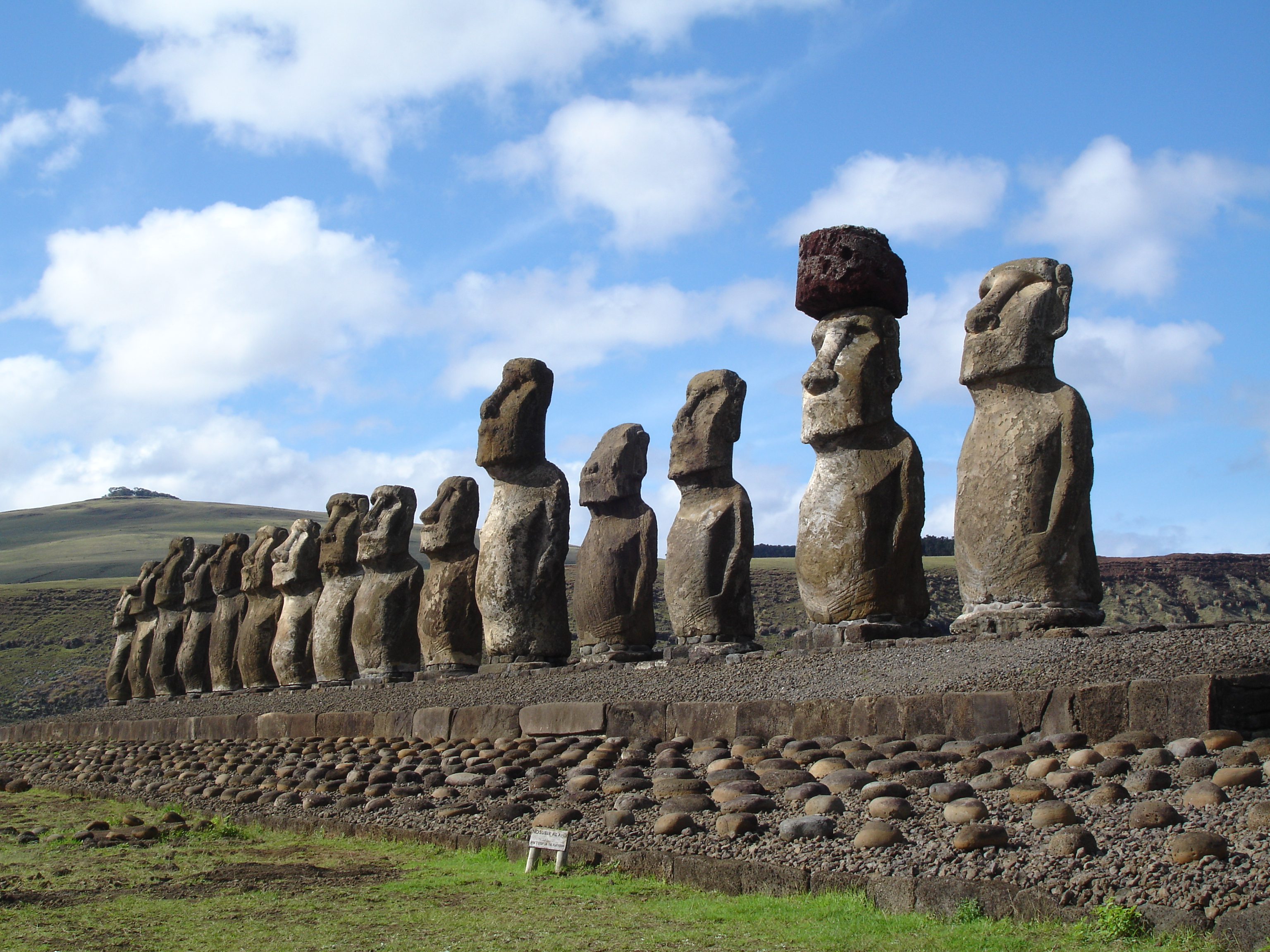
Moai-csoport a szertartási emelvényen

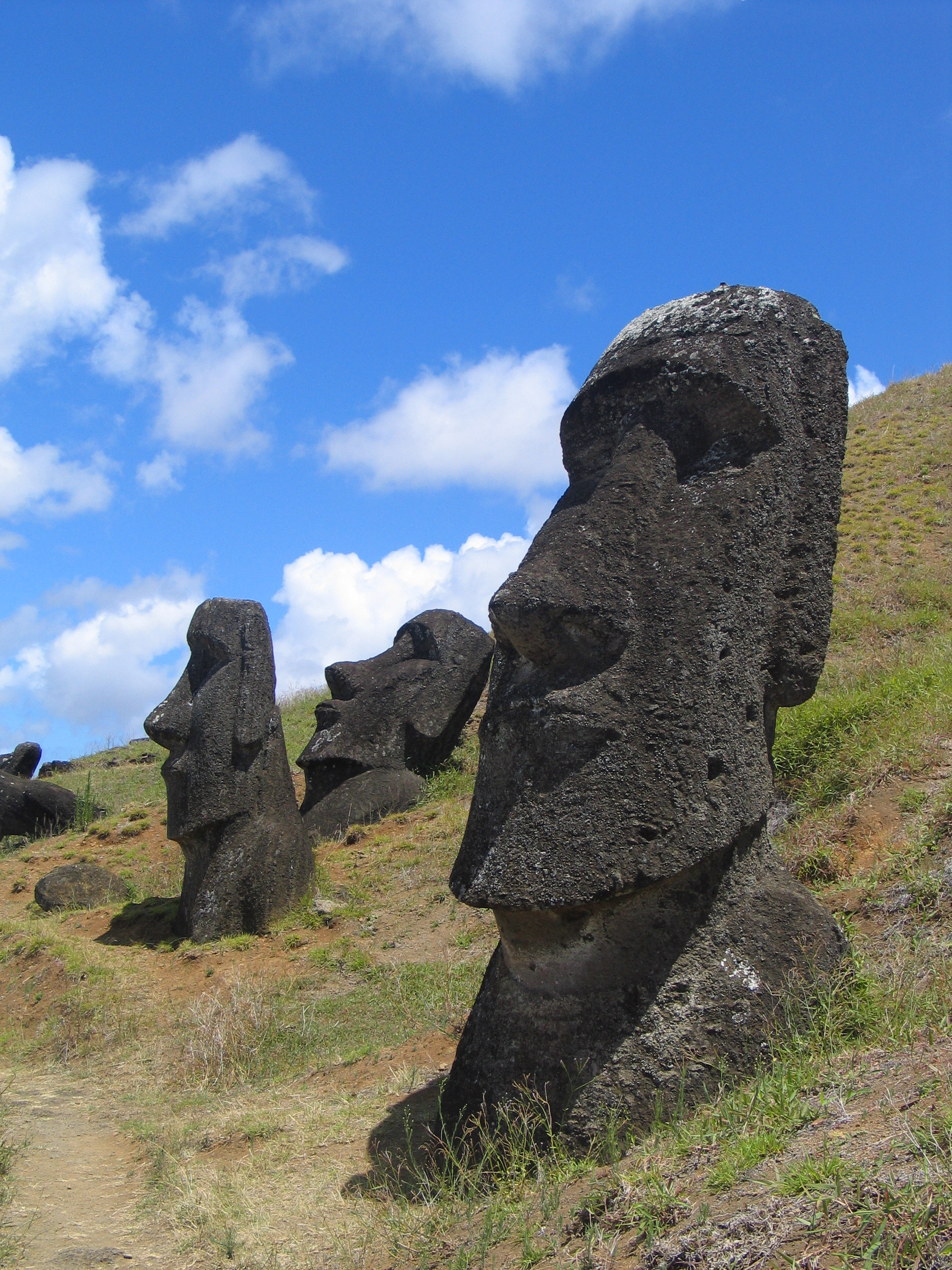
Szobrok a Rano Raraku-i kőbánya közelében

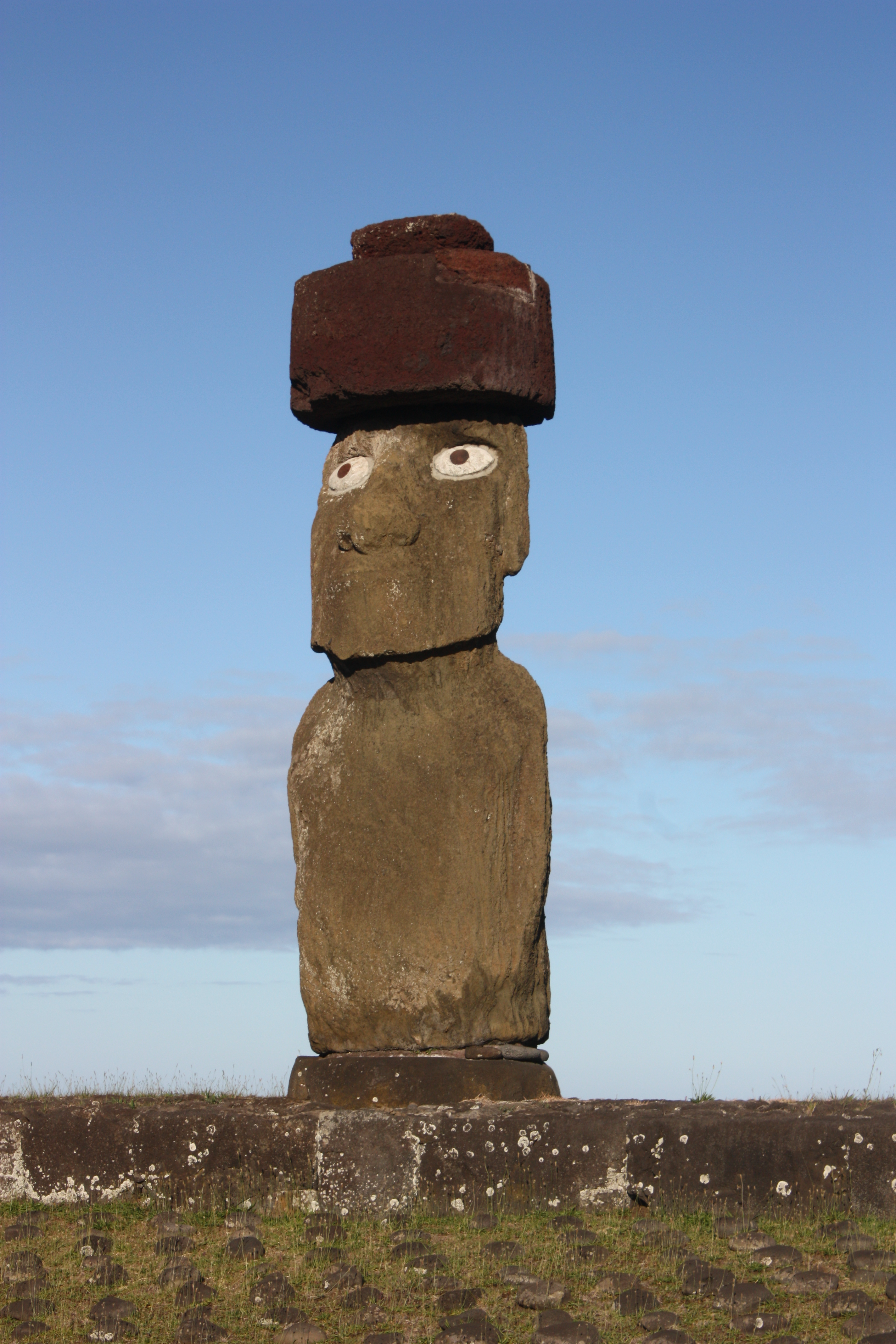
Szobor helyreállított szemmel és pukaóval

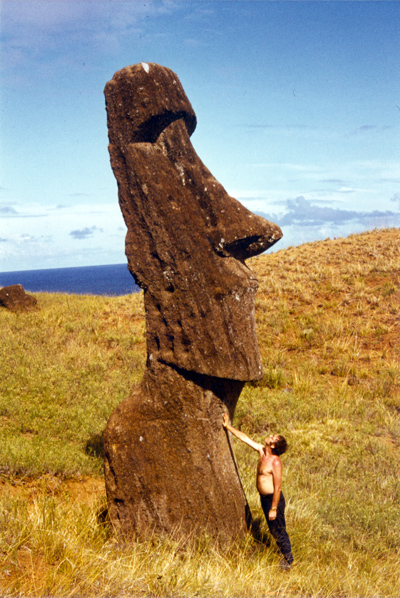
Egy ember mérete egy szoborfejhez viszonyítva

A főbb szoborcsoportok elhelyezkedése a szigeten

Moai (kiejtéseⓘ) a híres húsvét-szigeti kőszobrok neve a helyi (húsvét-szigetinek vagy rapanuinak nevezett) nyelven. A 21. század elejéig 887 darabot vettek számba belőlük, ezek közül 397 a fő készítő helyük a Rano Raraku vulkáni mellékkúp közelében található, nagyrészt befejezetlenül. Legtöbbjüket a Rano Rarakuból bányászott viszonylag puha vulkáni tufából készítették, obszidián eszközökkel, zömében 1250 és 1500 között. A legkorábbi „klasszikus” szobrot, ami már a moaik minden fontos vonását magában hordozza, a 12. századra datálták, a legutolsót pedig 1650 körül helyezhették el. A szobroknak általában a fej teszi ki a nagy részét, (három nyolcadát), emellett törzs-rész és a kezek látszanak rajtuk. A lábakat csak az egyetlen, az alakot térdelő helyzetben ábrázoló szobron faragták ki.  A szobrok élő törzsfőnökökről vagy istenített ősökről készültek, és túlnyomórészt a part mentén kiépített teraszokon helyezték el őket, arccal a sziget belseje felé, mintegy a törzsi földekre tekintve. A szobrokat az első európai utazók a 18. században még álló helyzetben találták, majd a törzsi konfliktusok során azokat az őslakók a 19. század derekára mind ledöntötték. Mára jelentős számban újra felállították őket.
A szobrok a sziget fő jellegzetességei, a turisták elsősorban miattuk keresik fel a világnak ezt a félreeső pontját. Kutatásukkal felfedezők, tudósok generációi foglalkoztak, a velük foglalkozó irodalom több száz kötetre tehető. Népszerűségükhöz nagyban hozzájárult Thor Heyerdahl munkássága, bár ő azokat még dél-amerikai bevándorlók alkotásainak tekintette. Az ezoterika művelői is sokat foglalkoztak e „rejtélyes” szobrokkal; Erich von Däniken nagy szerepet szán elméleteiben az itteni emlékeknek.

## Történetük
A polinéziai szigetvilágban számos helyen találhatók régi kőszobrok, így a Marquises-szigeteken, Új-Zélandon és a Húsvét-szigethez legközelebbi Pitcairn-szigeteken is, ahol a szobrok felállításához használt teraszok is hasonlók a húsvét-szigetiekhez. Ezeknek a lehetséges előzményeknek a száma és mérete azonban messze elmarad a Húsvét-sziget ilyen emlékeitől.
A sziget lakosságának a kedvező természeti körülmények között nem kellett sok energiát fordítaniuk a szükséges élelmiszerek megtermelésére. A lakosság gyorsan szaporodott. A hatalmas földrajzi távolság, később pedig a hajók készítéséhez szükséges faanyag megfogyatkozása miatt továbbutazni nem tudtak. A polinéziai történelemben nagy hagyományai voltak a közös munkának, amit itt – egyéb teendők híján is – ezoterikus irányba fordítottak.
A törzsek között 1250 körül vetélkedés alakult ki az ősök tiszteletére emelt szobrok tekintetében. A kőfaragó mestereket a lakosság más tagjai főtt étellel látták el. A kész szobrok mozgatására szinte a teljes törzsek összefogtak. A szobrok mozgatásához fából készült szánszerű alkalmatosságokat és/vagy görgőket használtak, és a felállításukhoz is sok gerenda kellett. A köteleket is főleg bizonyos fák rostjaiból készítették (a kutatók a bennszülöttek segítségével több lehetséges módszert is rekonstruáltak, mind a mozgatásra, mind a szobrok felállítására). A faanyag azonban gyorsan fogyott, és senki nem fordított figyelmet az erdők, fák védelmére. A fák végleges kipusztulása a 17. századra vált valósággá, és ez nem csak a szobrok állításának vetett véget, hanem általános társadalmi válságot, súlyos belharcokat, öldöklést okozott, amik során a törzsek egymás szobrait is ledöntötték.

## A szobrok jellegzetességei, fajtái
A szobrok kisebb része, mintegy 55 darab, nem a Raro Raraku tufájából, hanem más kőzetekből, így vörös, porózus lávából (18), bazaltból (15) vagy trachitból (22), ebből a nehéz, tömör, fehér kőzetből készült. A szobrok átlagosan 4,05 méter magasak  és 12,5 tonna tömegűek. A legmagasabb szobor 9,94 méteres, de ez a felállítás közben eldőlhetett és eltört, ezután nem is fejezték be, nem faragták ki a szemgödröt, amit már a helyszínen szoktak megtenni. A legnagyobb álló szobor alig marad el ettől, vállszélessége is szokatlan nagy, 3,2 méter, súlya pedig 82 tonna. A sziget legnagyobb szobra befejezetlenül maradt a kőbányában, készen 20 méter magas, és 270 tonna súlyú lett volna. A kutatók szerint ezt nem is tudták volna megmozdítani, valószínűleg ezért nem fejezték be, eltérően a többi félbehagyott szobortól, amiket a súlyos társadalmi konfliktusok miatt hagytak sorsukra. A szobrok hátán gyakran bevésett rajzolatok, féldomborművek láthatók.
Sokáig úgy hitték, hogy a szobrok üres szemgödrei az eredeti művészi koncepció részei voltak, azonban 1978-ban egy helyi régész az egyik ledőlt szobor közelében fehér koralltörmeléket és kör alakú, likacsos lávadarabot talált, amiből pontosan össze lehetett illeszteni a szobor szemét. Azóta több szobrot visszaállítottak eredeti állapotukba, szemükkel együtt. Az egymással harcoló törzsek a szobrok ledöntésekor úgy tűnik, különös gondot fordítottak a szemek megsemmisítésére.
A szobrok mesterséges emelvényeken állnak, az egyik ilyen ahu tetején tizenöt moai is áll egy sorban, mind különbözik egymástól.

## A szobrok készítése
A vulkáni tufából készült szobrok felületét az időjárás hatására kemény réteg borítja, de ez alatt a kőzet puha, csaknem olyan könnyen megmunkálható, mint a fa. A Rano Raraku-i kőbányában mindenütt használt kézi csákányok hevernek, amik bazaltból vagy obszidiánból készültek. Ezekkel munkálták meg a szobrokat a bennszülöttek. Thor Heyerdahl híres kísérletében hat férfit alkalmazott arra, hogy faragjanak ki az anyakőzetből egy öt méteres szobrot. A gyakorlatlan munkásoknak is mindössze három napba tellett, amíg a szobrot fő vonalaiban kivésték.
Későbbi, részletesebb vizsgálódások nyomán a tudósok arra a következtetésre jutottak, hogy húsz gyakorlott munkás, esetleg két tízfős csoportban váltva egymást, a sziget legnagyobb szobrát is elkészíthette egy év alatt. Mivel a kőbányában számos helyen dolgozhattak és a leletek alapján dolgoztak is egyszerre, az összes szobor előállításához nem kellett több idő néhány száz évnél.
A kőbánya fennmaradt állapotában 800 méter hosszú, rengeteg üreggel, ahonnan  a később befejezett szobrok fő tömegét kivájták. A kráter közeli lejtőin 397 mű áll a faragás folyamatának különböző stádiumaiban. A sziklafalban is sok megkezdett szobor van, amiket még nem emeltek ki a helyükről. Ezeken jól látható, hogy vízszintes állapotban faragták ki őket. A szobor és az anyakőzet között csak 60 cm-es rés van, amibe a kőfaragó be tudott bújni. A munka során a sziklafaltól való elválasztás különösen veszélyes művelet volt, sok szobor már ekkor eltört. A félbemaradt szobrok egy részét ilyen törés, vagy anyaghiba – például túl kemény kőzetdarab a kiválasztott kő belsejében – miatt hagyták el.

## A szobrok mozgatása
A kráter belső oldalán lévő kőbányában jól láthatóak korabeli, fából készült cölöpök helyei, valamint 7–10 cm-es átmérőjű kötelek súrlódásának a nyomai, amik révén a szobrokat ki tudták mozdítani a helyükről. A hegy tövében 70 nagyjából befejezett szobor áll, aljuk egy részét törmelék temette be. E monumentális fejszobrok fotói a Húsvét-sziget jelképei világszerte, amint a tenger felé néznek. Valójában ezek valószínűleg azért vannak itt, mert – ismeretlen okok miatt – nem jutottak el rendeltetési helyükre, egy a part közelében álló platformra, ahonnan a sziget belseje felé néztek volna.
A kutatók és a közvélemény fantáziáját egyaránt leginkább a szobrok mozgatásának problémája foglalkoztatta. Különösen rejtélyes volt ez a fátlan, kopár szigeten. Amikor rájöttek arra, hogy korábban a szigeten bőségesen voltak fák és a kötelek készítésére alkalmas növények, egyszerűbb lett a helyzet. Számos kísérletet hajtottak végre, amelyek révén bizonyítani lehetett, hogy a szobrok igenis mozgathatók. Heyerdahl egyik kísérletében egy fatörzsből készült szánra erősítették hanyatt fektetve egy tíz tonnás szobrot, és fakéregből (eredetileg a Triumfetta semitriloba belső kéregrésze volt alkalmas erre) készült kötelek segítségével azt mozgatni tudták. Száznyolcvan férfi, nő és gyerek gyűlt össze egyfajta népünnepélyre, énekeltek, táncoltak, majd viszonylag könnyen elhúzták a szobrot egy rövidebb távon. Nagy valószínűséggel hasonlóképpen zajlott ez a szobrok állításának fénykorában is. Egy indonéziai hasonló kísérlet során, Szumba szigetén egy 46 tonnás kőtömböt szállított el így 1500 ember, hét falu apraja-nagyja. Egyszerre 1000 ember fért hozzá a munkához, tíz kötelet használtak. Fizetségről szó sem volt, csak bőséges élelemről, táncról, szórakozásról.
A Húsvét-szigeten összesen körülbelül 40 kilométernyi ősi, kezdetleges utat fedeztek fel, amiket mind csak a szobrok mozgatásához használhattak a Rano Raraku kőbányájától kiindulva a sziget különböző pontjaira. Megtisztították a terepet, a mélyedéseket feltöltötték, a magaslatokba bevágást készítettek a szintkülönbségek csökkentése érdekében, helyenként ki is kövezték az utakat.

## A szobrok felállítása –ahukéspukaók
A szobrokat általában a tengerpartokon nagy talapzatokra (ahu) állították, amik önmagukban is régészeti csodának számítanának. A legnagyobb ilyen komplexum három mesterséges teraszból áll, összesen 23 ezer köbméter kőből és törmelékből, tömítőföldből áll, összsúlyát 2000 tonnára becsülik. A tenger felőli oldal falán a kikövezés a természetes szikla folytatásával gyakran magas falat alkot a hullámok felé. A tengerparton körben átlag hétszáz méterenként található egy ilyen platform. Ezek közösségi szertartási központként funkcionáltak és egyben kijelölték a törzsi területeket. Ezekre a talapzatokra állították fel a lejtős rámpán felhúzott szobrokat. A kormeghatározás alapján kimutatható, hogy némelyik egy ütemben épült, másokat viszont az idők során többször is kibővítettek, továbbépítettek.
A szobrok felállítására is sok korszerű kísérlet történt, és többféle eljárást is valószínűsíteni lehet. Az alkalmazott módszer – csakúgy, mint a szállítás esetében - nyilván függött a szobor méretétől, súlyától is. Mindenesetre kísérletekkel sikerült kimerítően bizonyítani, hogy a szobrok felállítása faoszlopok és kötelek segítségével teljes mértékben lehetséges emberi erővel. Sőt, valószínűleg az egyes csoportok vetélkedése nyomán, a felállított szobrokra később rangjelző fejfedőket (koronákat) is elhelyeztek. Ezek a pukao-nak nevezett fejdíszek viszonylag könnyű és puha kőből, összepréselődött vulkáni salakból, scoriából készültek, de a nagyságrendileg méteres kövek súlya így is egy tonna körül mozgott. Ezeket emelték az álló szobrok tetejére, Pavel Pavel cseh kutató kutatásai szerint ferde gerendákon felhúzva. Egy ilyen kísérlet során négy ember hat óra alatt vont fel egy 900 kg-os pukaót egy három méter magas szobor tetejére.

## Fordítás
- Ez a szócikk részben vagy egészben  a   Moai című angol Wikipédia-szócikk ezen változatának fordításán alapul.  Az eredeti cikk szerkesztőit annak laptörténete sorolja fel. Ez a jelzés csupán a megfogalmazás eredetét és a szerzői jogokat jelzi, nem szolgál a cikkben szereplő információk forrásmegjelöléseként.